# José Ramón Mateos Martín
José Ramón Mateos Martín (Madrid, 30 de maig 1975) és un polític de les Illes Balears, regidor de Formentera i diputat al Congrés dels Diputats en la VIII legislatura.

## Biografia
Els seus pares es van establir a Formentera. Estudià geografia a la Universitat de les Illes Balears i a la Universitat de Barcelona. A les eleccions municipals espanyoles de 1999 formà part de la Coalició d'Organitzacions Progressistes (COP), de manera que de 1999 a 2000 fou coordinador de la Conselleria per a Assumptes de Formentera al Consell Insular d'Eivissa i Formentera. El maig de 2000 substituí Enric Barot a l'ajuntament de Formentera com a regidor d'urbanisme, i va renovar el càrrec a les eleccions municipals espanyoles de 2003 amb la COP.
Fou elegit diputat dins les llistes del PSIB-PSOE a les eleccions generals espanyoles de 2004. De 2004 a 2008 ha estat secretari primer de la Comissió mixta Congrés-Senat per a les relacions amb el Tribunal de Comptes.